# Lista över svenska teknikföretagsmiljardärer 2016
Detta är en lista över svenska teknikföretagsmiljardärer 2016, räknat i svenska kronor (SEK), med förmögenheter beräknade av Dagens Industri.
| Nr | Namn                    | Förmögenhet miljarder SEK | Ålder, 2016 | Bostadsort | Källa till förmögenhet                                      | Foto |
| -- | ----------------------- | ------------------------- | ----------- | ---------- | ----------------------------------------------------------- | ---- |
| 1  | Markus Persson          | 16,7                      | 37          | Stockholm  | Minecraft/ Mojang                                           |      |
| 2  | Niklas Zennström        | 11                        | 50          | London     | Kazaa, Skype                                                |      |
| 3  | Daniel Ek               | 4                         | 33          | Stockholm  | Spotify                                                     |      |
| 4  | Martin Lorentzon        | 4                         | 47          | Stockholm  | Spotify                                                     |      |
| 5  | Jakob Porsér            | 4                         | 38          | Danderyd   | Minecraft/Mojang                                            |      |
| 6  | Dan Olofsson            | 4                         | 65          | Malmö      | Sigma, Thanda Private Game Reserve, InfoTech Scandinavia    |      |
| 7  | Christer Brandberg      | 3,6                       | 74          | Stjärnhov  | Axis AB                                                     |      |
| 9  | Sebastian Knutsson      | 2,9                       | 47          | Stockholm  | Candy Crush Saga/King Digital Entertainment                 |      |
| 9  | Martin Gren             | 2,5                       | 53          | Malmö      | Axis AB                                                     |      |
| 10 | Fredrik Wester          | 2,2                       | 42          | Stockholm  | Europa Universalis/Paradox Interactive                      |      |
| 11 | Michael Knutsson        | 2                         | 55          | Göteborg   | Betsson, NetEnt                                             |      |
| 12 | Per Hamberg             | 1,9                       | 73          | Stockholm  | Betsson, NetEnt                                             |      |
| 13 | Johan Carlström         | 1,8                       | 52          | Stockholm  | Fingerprint Cards                                           |      |
| 14 | Sebastian Siemiatkowski | 1,8                       | 34          | Stockholm  | Klarna                                                      |      |
| 15 | Victor Jacobsson        | 1,8                       | 34          | Stockholm  | Klarna                                                      |      |
| 16 | Niklas Adalberth        | 1,8                       | 34          | Stockholm  | Klarna                                                      |      |
| 17 | Carl Manneh             | 1,4                       | 30          | Stockholm  | Mojang                                                      |      |
| 18 | Anders Ström            | 1,4                       | 45          | London     | Unibet, Veralda Investment                                  |      |
| 19 | Lars Markgren           | 1,4                       | 53          | Stocksund  | Candy Crush Saga/King Digital Entertainment                 |      |
| 20 | Filip Engelbert         | 1,3                       | 46          | Lidingö    | Avito                                                       |      |
| 21 | Jonas Nordlander        | 1,3                       | 43          | Stockholm  | Avito                                                       |      |
| 22 | Patrik Stymne           | 1,1                       | 50          | Stockholm  | Candy Crush Saga/King Digital Entertainment                 |      |
| 23 | Thomas Hartwig          | 1                         | 41          | Lidingö    | Candy Crush Saga/King Digital Entertainment                 |      |
| 24 | Jens Von Bahr           | 1                         | 45          | Stockholm  | Evolution Gaming                                            |      |
| 25 | Fredrik Österberg       | 1                         | 45          | Stockholm  | Evolution Gaming                                            |      |
| 26 | Staffan Persson         | 1                         | 60          | Stockholm  | NeoNet, Unibet                                              |      |
| 27 | Henrik Persson Ekdahl   | 1                         | 36          |            | Catena Media, Bestpoker, Parktrade Europa, Betsafe, Betsson |      |